# Giovanni Bosco
Giovanni Bosco, ook Johannes Bosco genoemd en beter bekend als Don Bosco, (Castelnuovo Don Bosco, 16 augustus 1815 – Turijn, 31 januari 1888) was een Italiaanse priester en pedagoog. Hij was de grondlegger van de congregatie Salesianen van Don Bosco.

## Biografie
Hij werd geboren in het toenmalige Koninkrijk Piëmont als zoon van een arme boer, Francesco Bosco, en diens echtgenote, Margherita Occhiena (1788-1856), die met hard werken hun kost verdienden. In 1817, toen hij amper twee jaar oud was, stierf zijn vader.
Op tienjarige leeftijd had hij in een droom "de jeugd" als werkterrein gezien. Die droom is verscheidene keren teruggekeerd. De jeugdjaren van Giovanni waren niet gemakkelijk. Toch kon hij in 1835 na zijn studies aan de priesteropleiding beginnen aan het seminarie van Chieri, en in 1841 werd hij in Turijn tot priester gewijd.
Tijdens zijn priesterschap leerde Don Bosco de trieste levensomstandigheden van de jongens kennen in de voorsteden van Turijn. Jonge mensen doolden door de straten, werkloos, verloren, tot het ergste bereid. Hij wilde een eind maken aan die sociale wantoestanden. Het begon met een ontmoeting met een ontmoedigde jongen, die hij gevraagd had de H. Mis te dienen. De jongen bracht na een goed gesprek vrienden mee. Zo groeide, in de wijk Valdocco, een centrum waar de jongens terechtkonden, aanvankelijk enkel op zondag voor de catechese en een zinvolle ontspanning.
Giovanni probeerde goede arbeidsovereenkomsten af te sluiten tussen werkgevers, de jongens en hemzelf. Hij bouwde huizen, waar arme jongens konden uitgroeien tot geschoolde werkkrachten, "eerlijke burgers en goede christenen". Don Bosco ontwikkelde een eigen onderwijssysteem, met accenten op een goede en degelijke vorming, waarbij het geloof onlosmakelijk verbonden is met leven en als enige bron van geluk wordt gezien.
Don Bosco liet zich niet meeslepen in de politieke en sociale twistpunten van die dagen. Hij streefde naar het onmiddellijk haalbare. Daarvoor had hij de steun en de medewerking van iedereen nodig. Dankzij de hulpmiddelen van velen heeft hij de armen goed gedaan.
Op aanraden van minister Rattazzi en paus Pius IX stichtte hij de Salesianen en de Zusters van Don Bosco. Zo groeide het werk van Giovanni voor jongeren wereldwijd. In 1875 al werden de eerste missionarissen uitgestuurd naar Latijns-Amerika. Bij zijn dood in 1888 telde de congregatie bijna 1.000 Salesianen in een tiental landen.

## Eerbewijzen

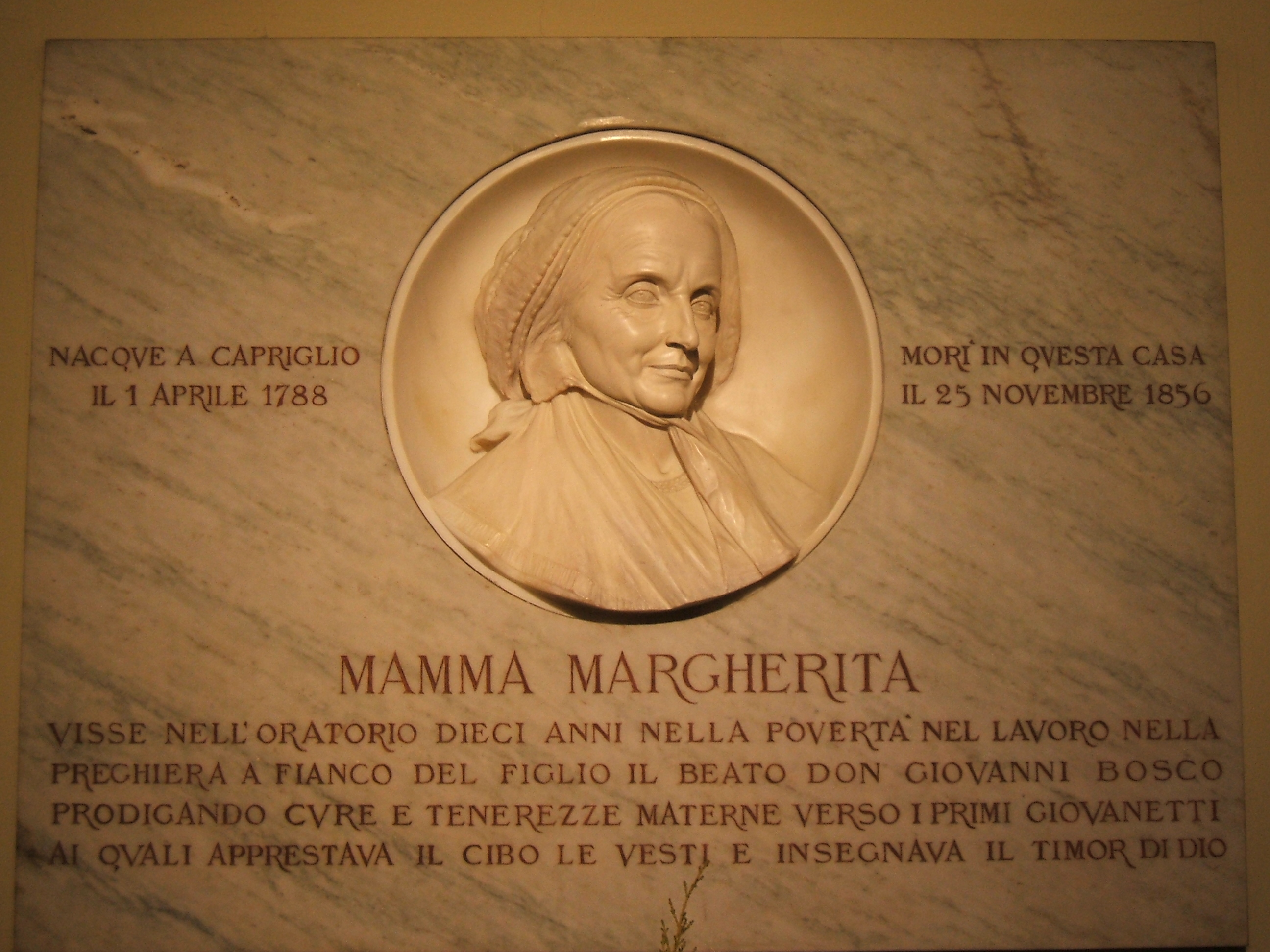
De gedenksteen voor de eerbiedwaardige moeder van Don Bosco

In 1934 werd Don Bosco heilig verklaard. Zijn sterfdag, 31 januari, is tevens zijn feestdag. In 2006 werd zijn moeder, vanwege haar betrokkenheid met en steun aan haar zoon, door paus Benedictus XVI eerbiedwaardig verklaard.

## Don Bosco-instellingen
In Vlaanderen kan men onderwijs volgen bij een twintigtal salesiaanse instellingen, waarvan er enkele aan de studenten slaapgelegenheid bieden. Men verblijft er op internaat. In Nederland zijn er in meerdere plaatsen Don Boscoscholen, onder andere in 's-Heerenhoek, Lisse, Rhoon, Stein, Vlaardingen en Volendam. Ook zijn er Don Bosco-jeugdverenigingen (Spaarndam), is er in 's-Hertogenbosch een buurthuiskamer met zijn naam en in Oudenbosch draagt een jeugdcircus zijn naam.